# Asplenium nesii
Asplenium nesii är en svartbräkenväxtart som beskrevs av Christ. Asplenium nesii ingår i släktet Asplenium och familjen Aspleniaceae. Inga underarter finns listade.